# لينا كراسنوروتسكايا
لينا كراسنوروتسكايا (بالروسية: Красноруцкая, Лина Владимировна) مواليد 29 أبريل 1984 في أوبنينسك، روسيا، هي لاعبة كرة مضرب روسية سابقة بدأت مسيرتها كمحترفة سنة 1999 وكانت تلعب باليد اليمنى، اعتزلت اللعب في 2005. كما أنها إحدى بطلات الجراند سلام. أعلى تصنيف لها في الفردي كان المركز الـ 25 في سنة 2004.

## النهائيات

### الزوجي المختلط: 1 (0–1)
| الحصيلة | السنة | البطولة                     | الأرضية | الشريك        | المنافس في النهائي          | النتيجة في النهائي |
| الوصافة | 2003  | بطولة أمريكا المفتوحة للتنس | صلبة    | دانييل نيستور | كاترينا سريبوتنيك بوب براين | 5–7, 7–5, [10–5]   |

## الخط الزمني للفردي
مفتاح
| ف | ن | ن.ن | ر.ن | د# | د.م | ل | أ.أ | ت | غ | ب | ف | ذ | م.خ | ل.ت |

(ف) فاز بالبطولة (ن) وصل النهائي (ن.ن) نصف النهائي (ر.ن) ربع النهائي (د#) الأدوار الأربعة الأولى (د.م) دور المجموعات (ل) شارك في كأس ديفيز (أ.أ) خرج من الأدوار الاولى (ت) خسر التصفيات التأهيلية (غ) غاب عن الحدث أو البطولة (ب) حصل على ميدالية برونزية (ف) حصل على ميدالية فضية (ذ) حصل على ميدالية ذهبية (م.خ) بطولة الماسترز خُفضت إلى مرتبة أقل (ل.ت) البطولة لم تعقد في السنة المعينة.
لتجنب الارتباك وازدواجية الحساب، يتم تحديث هذه المعلومات إما في نهاية البطولة، أو عندما تكون مشاركة اللاعب في البطولة قد انتهت.
| الدورة                        | 2000  | 2001  | 2002  | 2003  | 2004  | 2005 | إجمالي ف/م | إجمالي ف/خ |
| ----------------------------- | ----- | ----- | ----- | ----- | ----- | ---- | ---------- | ---------- |
| بطولة أستراليا المفتوحة للتنس | د1    | د1    | د1    | ت3    | د3    | ت3   | 0 / 4      | 2–4        |
| دورة رولان غاروس الدولية      | د1    | ر.ن   | غ     | د2    | غ     | غ    | 0 / 3      | 5–3        |
| بطولة ويمبلدون                | د1    | د4    | غ     | د2    | د1    | غ    | 0 / 4      | 4–4        |
| أمريكا المفتوحة               | د1    | د2    | غ     | د1    | غ     | غ    | 0 / 3      | 1–3        |
| معدل الجراند سلام             | 0 / 4 | 0 / 4 | 0 / 1 | 0 / 3 | 0 / 2 | بلا  | 0 / 14     | بلا        |
| جراند سلام فوز-خسارة          | 0–4   | 8–4   | 0–1   | 2–3   | 2–2   | بلا  | 22–14      | بلا        |

- إجمالي ف / م = إجمالي الفوز والمشاركة
- إجمالي ف/خ = إجمالي الفوز والخسارة

## روابط خارجية
- لينا كراسنوروتسكايا على موقع رابطة محترفات التنس (الإنجليزية)
- لينا كراسنوروتسكايا على موقع الاتحاد الدولي لكرة المضرب (الإنجليزية)
- لينا كراسنوروتسكايا على موقع كأس بيلي جين كينغ (الإنجليزية)
- لينا كراسنوروتسكايا على موقع خلاصة التنس.كوم (الإنجليزية)